# Pisanosaurus
Pisanosaurus là một chi khủng long nguyên thủy của nhánh Dinosauriformes đã tuyệt chủng. Chúng sống khoảng 216 để 228 triệu năm trước trong phần sau của kỉ Trias, ở nơi ngày nay là Nam Mỹ. Pisanosaurus là một chi khủng long ăn cỏ có kích thước nhỏ, sống trên mặt đất. Chúng có thể dài tới 1 m (3,3 ft). Chỉ có một loài – Pisanosaurus mertii được biết đến, dựa trên một phần hóa thạch được phát hiện trong hệ tầng Ischigualasto của lưu vực Ischigualasto – Villa Unión ở phía tây bắc Argentina. Chi này được Casamiquela mô tả khoa học năm 1967.